# Pieczarka winnoczerwona

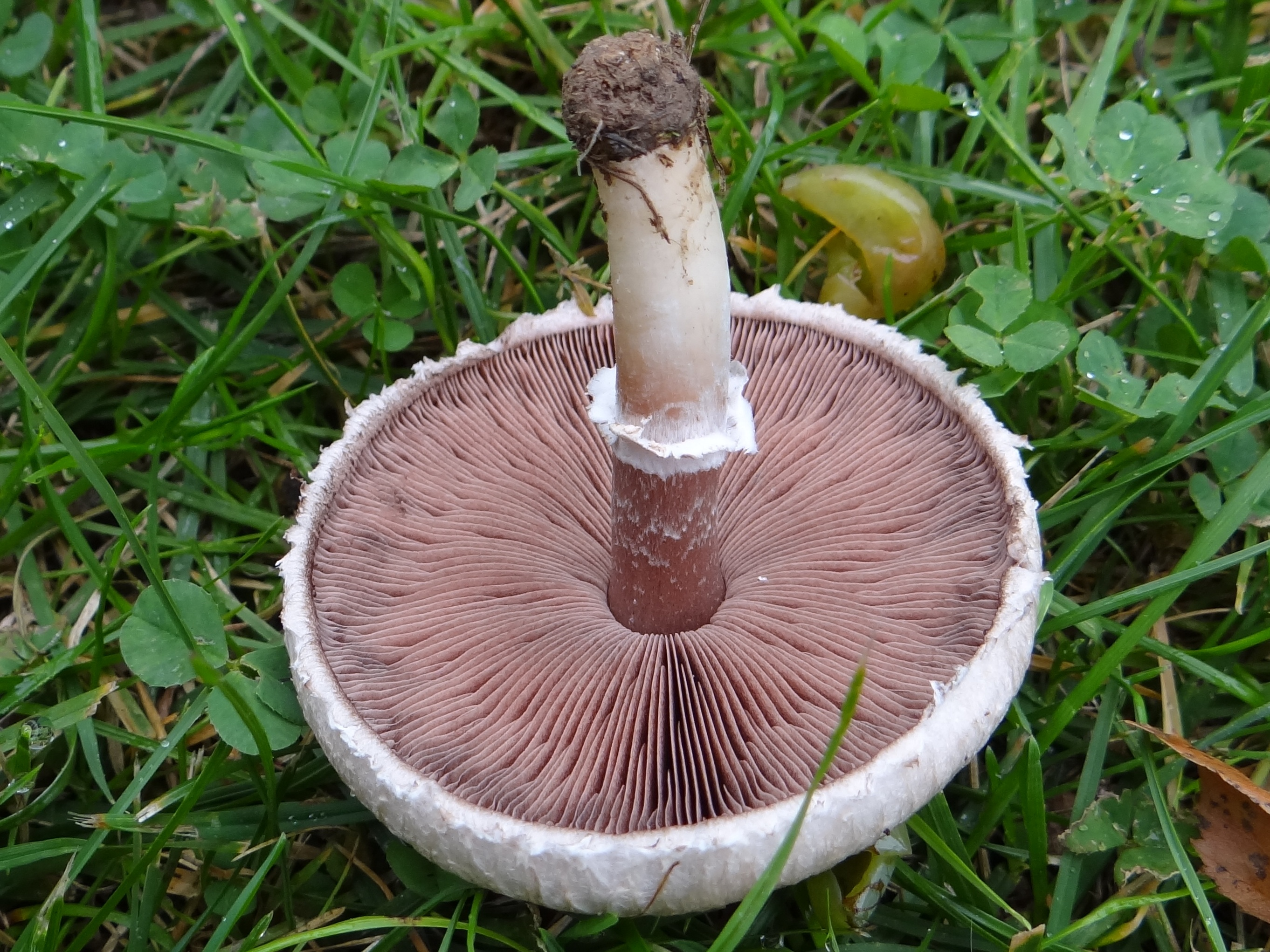

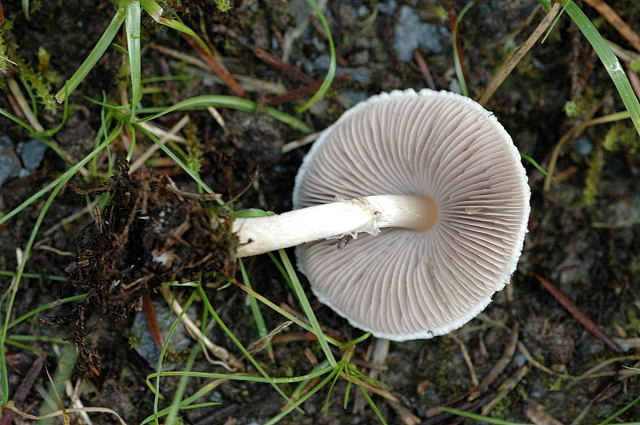
Początkowo blaszki są białe

Pieczarka winnoczerwona (Agaricus semotus Fr.) – gatunek grzybów należący do rodziny pieczarkowatych (Agaricaceae).

## Systematyka i nazewnictwo
Pozycja w klasyfikacji według Index Fungorum: Agaricus, Agaricaceae, Agaricales, Agaricomycetidae, Agaricomycetes, Agaricomycotina, Basidiomycota, Fungi.
Po raz pierwszy opisał go w 1863 r. Elias Fries i nadana przez niego nazwa naukowa jest aktualna. Synonimy naukowe:

- Agaricus semotus Fr. 1863 var. semotus
- Fungus semotus (Fr.) Kuntze 1898
- Pratella semota (Fr.) Gillet 1884
- Psalliota semota (Fr.) Ricken 1915[2].

Polską nazwę zaproponował Władysław Wojewoda w 2003 r. W polskim piśmiennictwie mykologicznym gatunek ten ma też inne nazwy: pieczarka odmienna, pieczarka fioletowożółta.

## Morfologia
Kapelusz
Średnica 2–5 cm, u młodych okazów półkulisty, później łukowaty, w końcu rozpostarty. Brzeg długo pozostaje podwinięty. Powierzchnia początkowo gładka, później delikatnie łuskowato-włóknista. Barwa biała, u młodych owocników pokryta różowofioletowymi lub winnoczerwonymi łuseczkami, które później stają się jaśniejsze – ochrowożółte. Kapelusz nigdy nie jest całkiem płaski, czasem ma kremową, lekko żółknącą barwę.
Blaszki
Wolne, początkowo białe, ale szybko zmieniające barwę na różową, później siworóżową, na końcu purpurowobrązową.
Wolne, szerokie, o gładkich ostrzach, u młodych okazów jasnoróżowe, potem ciemnoróżowe, w końcu purpurowobrązowe.
Trzon
Wysokość 4–6 cm, grubość 0,5–0,8 cm, walcowaty, początkowo pełny, później pusty. Łatwo wyłamujący się. Posiada nietrwały pierścień, powyżej którego jest gładki. Powierzchnia barwy białej lub różowofioletowej. W starszych owocnikach od podstawy żółknie, również po ugnieceniu zmienia kolor na żółty.
Miąższ
Biały, po ugnieceniu żółknący. Smak i zapach słaby, anyżkowo-migdałowy.
Wysyp zarodników
Brązowy: Zarodniki eliptyczne, gładkie, nieamyloidalne, o rozmiarach 4,5–5,5 × 3–3,5 μm. podstawki 4–zarodnikowe, cystydy duże, cienkościenne.
Gatunki podobne
W Polsce występuje kilka gatunków małych pieczarek. Wśród nich jest pieczarka malutka (Agaricus comtulus), która ma żółtawy lub ochrowobrązowy odcień i pieczarka liliowoczerwonawa (Agaricus porphyrizon), która ma kapelusz purpurowy.

## Występowanie i siedlisko
Występuje w Ameryce Północnej, Europie, Azji, Australii i Nowej Zelandii. W Polsce jej rozprzestrzenienie i częstość występowania nie są znane. W piśmiennictwie naukowym do 2003 r. podano ponad 10 jej stanowisk.
Naziemne grzyby saprotroficzne rosnące w różnego typu lasach, na niżu i w niższych partiach gór, głównie na glebach gliniastych, o odczynie obojętnym lub zasadowym. Owocniki wytwarza od lipca do września.

## Znaczenie
Grzyb jadalny, zazwyczaj jednak przez grzybiarzy nie jest zbierany ze względu na małe rozmiary, którymi różni się od standardowych pieczarek.